# Olen (België)
Olen is een gemeente in de Belgische provincie Antwerpen, gelegen langs en tussen het Albertkanaal en de snelweg E313 enerzijds en anderzijds het kanaal Herentals-Bocholt en de spoorlijn 15 "IJzeren Rijn" van Antwerpen via Hamont naar het Ruhrgebied. De Kempense gemeente telt ruim 12.000 inwoners. Ze behoort tot het gerechtelijk kanton Westerlo en kieskanton Herentals. 

## Geschiedenis
In Olen zijn prehistorische vondsten gedaan die wijzen op een vroege bewoning van het gebied. Olen wordt voor het eerst vernoemd rond het begin van de 11e eeuw als het Sint-Salvatorkapittel te Utrecht de rechten van het gebied van Olen (destijds aangeduid als Odlo) en Westerlo verkreeg van de graaf Ansfridus, bisschop van Utrecht. Olen en Westerlo waren daarna eeuwenlang aan elkaar gekoppeld.
Ten noorden van het centrum van Olen ontstonden in de loop van de tijd een aantal kleinere kernen, agrarische gehuchtjes. Deze werden uiteindelijk samen Achter-Olen genoemd. Thans vormt het de tweede kern van Olen, ten noorden van het Albertkanaal. Het kreeg de kerkelijke naam Onze-Lieve-Vrouw-Olen bij de oprichting van die parochie in 1874, al spreekt men in de volksmond nog vaak van Achter-Olen. De tweede woonkern van Olen wordt onder meer door de Brug bij Olen-Hoogbuul verbonden met het centrum van Olen.
In de 19e eeuw kwam de industrialisatie in het agrarische noorden van de gemeente op gang na de aanleg van het kanaal van Herentals naar Bocholt (1846) en de spoorlijn 15 van Antwerpen naar Hamont en verder naar Mönchen-Gladbach ("IJzeren Rijn" - 1879). Zo ontstond er in het begin van de 20ste eeuw ten noorden van de samengroeiende gehuchtjes van Achter-Olen (Boekel, Hoogbuul e.a.) een geheel nieuwe kern. Dat werd in 1912 een eigen parochie, Sint-Jozef-Olen.
Het was in dat jaar dat de Union Minière du Haut-Katanga in Olen een fabriek bouwde voor de raffinage van ertsen en er naast een arbeiderswijk : "de Cité".
Van 1930-1939 werd het Albertkanaal gegraven, waardoor de dorpen Sint-Jozef-Olen en Onze-Lieve-Vrouw-Olen van Olen-Centrum werden afgesneden. Parallel aan dit kanaal werd omstreeks 1959 ook de Koning Boudewijnsnelweg aangelegd.

## Geografie

### Kernen
De gemeente bestaat uit drie woonkernen (en parochies); Olen (Olen-Centrum / Sint-Martinus-Olen), Onze-Lieve-Vrouw-Olen (Achter-Olen) en Sint-Jozef-Olen (Olen-fabriek).

### Aangrenzende gemeenten
| Aangrenzende gemeenten | Aangrenzende gemeenten | Aangrenzende gemeenten | Aangrenzende gemeenten | Aangrenzende gemeenten |
| ---------------------- | ---------------------- | ---------------------- | ---------------------- | ---------------------- |
|                        |                        | Kasterlee              |                        |                        |
|                        |                        |                        |                        |                        |
| Herentals              | Geel                   |                        |                        |                        |
|                        |                        |                        |                        |                        |
|                        |                        | Westerlo               |                        |                        |

## Demografie

### Demografische ontwikkeling
- Bronnen:NIS, Opm:1806 tot en met 1981=volkstellingen; 1990 en later= inwonertal op 1 januari

| Inwoners van jaar tot jaar op 1 januari 1992 tot heden | Inwoners van jaar tot jaar op 1 januari 1992 tot heden | Inwoners van jaar tot jaar op 1 januari 1992 tot heden |
| jaar                                                   | Aantal                                                 | Evolutie: 1992=index 100                               |
| ------------------------------------------------------ | ------------------------------------------------------ | ------------------------------------------------------ |
| 1992                                                   | 10.430                                                 | 100,0                                                  |
| 1993                                                   | 10.577                                                 | 101,4                                                  |
| 1994                                                   | 10.609                                                 | 101,7                                                  |
| 1995                                                   | 10.637                                                 | 102,0                                                  |
| 1996                                                   | 10.695                                                 | 102,5                                                  |
| 1997                                                   | 10.716                                                 | 102,7                                                  |
| 1998                                                   | 10.758                                                 | 103,1                                                  |
| 1999                                                   | 10.864                                                 | 104,2                                                  |
| 2000                                                   | 10.895                                                 | 104,5                                                  |
| 2001                                                   | 10.920                                                 | 104,7                                                  |
| 2002                                                   | 10.976                                                 | 105,2                                                  |
| 2003                                                   | 11.009                                                 | 105,6                                                  |
| 2004                                                   | 11.090                                                 | 106,3                                                  |
| 2005                                                   | 11.147                                                 | 106,9                                                  |
| 2006                                                   | 11.314                                                 | 108,5                                                  |
| 2007                                                   | 11.467                                                 | 109,9                                                  |
| 2008                                                   | 11.549                                                 | 110,7                                                  |
| 2009                                                   | 11.655                                                 | 111,7                                                  |
| 2010                                                   | 11.749                                                 | 112,6                                                  |
| 2011                                                   | 11.784                                                 | 113,0                                                  |
| 2012                                                   | 11.923                                                 | 114,3                                                  |
| 2013                                                   | 12.016                                                 | 115,2                                                  |
| 2014                                                   | 12.125                                                 | 116,3                                                  |
| 2015                                                   | 12.186                                                 | 116,8                                                  |
| 2016                                                   | 12.242                                                 | 117,4                                                  |
| 2017                                                   | 12.381                                                 | 118,7                                                  |
| 2018                                                   | 12.491                                                 | 119,8                                                  |
| 2019                                                   | 12.505                                                 | 119,9                                                  |
| 2020                                                   | 12.560                                                 | 120,4                                                  |
| 2021                                                   | 12.600                                                 | 120,8                                                  |
| 2022                                                   | 12.582                                                 | 120,6                                                  |
| 2023                                                   | 12.689                                                 | 121,7                                                  |
| 2024                                                   | 12.824                                                 | 123,0                                                  |
| 2025                                                   | 12.915                                                 | 123,8                                                  |

## Politiek

### Structuur
De gemeente Olen maakt deel uit van het kieskanton Herentals, gelegen in het provinciedistrict Herentals, het kiesarrondissement Mechelen-Turnhout en ten slotte de kieskring Antwerpen.
| Olen             | Olen             | Supranationaal         | Nationaal                         | Nationaal           | Gemeenschap         | Gewest              | Provincie           | Arrondissement    | Provinciedistrict | Kanton \|\|     |                 |
| ---------------- | ---------------- | ---------------------- | --------------------------------- | ------------------- | ------------------- | ------------------- | ------------------- | ----------------- | ----------------- | --------------- | --------------- |
| Administratief   | Niveau           | Europese Unie          | België                            | België              | Vlaanderen          | Vlaanderen          | Antwerpen           | Turnhout          | Turnhout          | Turnhout        |                 |
| Administratief   | Bestuur          | Europese Commissie     | Belgische regering                | Belgische regering  | Vlaamse regering    | Vlaamse regering    | Deputatie           | Deputatie         | Deputatie         | Deputatie       | Gemeentebestuur |
| Administratief   | Raad             | Europees Parlement     | Kamer van volksvertegenwoordigers | Vlaams Parlement    | Vlaams Parlement    | Vlaams Parlement    | Provincieraad       | Provincieraad     | Provincieraad     | Provincieraad   | Gemeenteraad    |
| Kiesomschrijving | Kiesomschrijving | Nederlands Kiescollege | Kieskring Antwerpen               | Kieskring Antwerpen | Kieskring Antwerpen | Kieskring Antwerpen | Kieskring Antwerpen | Mechelen-Turnhout | Herentals         | Herentals       | Olen            |
| Verkiezing       | Verkiezing       | Europese               | Federale                          | Federale            | Vlaamse             | Vlaamse             | Provincieraads-     | Provincieraads-   | Provincieraads-   | Provincieraads- | Gemeenteraads-  |

### Geschiedenis

#### Lijst van burgemeesters
| Tijdspanne | Tijdspanne   | Burgemeester                         |
| ---------- | ------------ | ------------------------------------ |
|            | 1800 - 1807  | Henricus Heylen                      |
|            | 1808 - 1830  | Joannes Gillis Daems                 |
|            | 1830 - 1842  | Joannes De Bie                       |
|            | 1843 - 1859  | Petrus Van Lommel                    |
|            | 1859 - 1862  | Joannes Franciscus Van Houdt         |
|            | 1862 - 1878  | Jozef Van Houdt                      |
|            | 1879 - 1907  | Petrus Josephus Verhaert             |
|            | 1908 - 1911  | Eugeen Jan Luyckx                    |
|            | 1913 - 1927  | Frans Lodewijk Laenen                |
|            | 1927 - 1935  | Maximiliaan Tubbax                   |
|            | 1936 - 1963  | Emanuel Gerard Achilles Robrechts    |
|            | 1964 - 1970  | Augustinus Stephanus Josephus Tubbax |
|            | 1971 - 1983  | Jos Poortmans (PVV)                  |
|            | 1983 - 1988  | Gust Gebruers (CVP)                  |
|            | 1988 - 1995  | Jan Verhaert (OGB)                   |
|            | 1995 - 2002  | Gust Gebruers (CVP)                  |
|            | 2003 - 2015  | Marcel Bellens (CD&V)                |
|            | 2015 - 2024  | Seppe Bouquillon (CD&V)              |
|            | 2024 - heden | Kris Gebruers (CD&V)                 |

#### Legislatuur 2007 - 2012
De Olense Gemeentebelangen (OGB-VLD) en Groen! trokken in kartel naar de stembus met de kieslijst O1. Burgemeester was Marcel Bellens (CD&V), hij kreeg 1470 voorkeurstemmen. Hij leidde een coalitie met O1.

#### Legislatuur 2013 - 2018
Burgemeester was Marcel Bellens (CD&V), in 2015 opgevolgd door Seppe Bouquillon (CD&V). Hij leidt een coalitie bestaande uit CD&V en O1. Samen vormen ze de meerderheid met 12 op 21 zetels.

#### Legislatuur 2019 - 2024
Burgemeester was Seppe Bouquillon (CD&V). Hij leidde een coalitie bestaande uit CD&V, sp.a-sociaal&anders en Groen. Samen vormden ze de meerderheid met 12 op 21 zetels.

#### Legislatuur 2024 - 2030
Burgemeester is Kris Gebruers (CD&V). Hij leidt een coalitie bestaande uit CD&V en de lokale partij O1. Samen vormen ze de meerderheid met 13 op 23 zetels.

#### Resultaten gemeenteraadsverkiezingen sinds 1976
| Partij of kartel     | Partij of kartel                             | 10-10-1976 | 10-10-1976 | 10-10-1982 | 10-10-1982 | 9-10-1988 | 9-10-1988 | 9-10-1994 | 9-10-1994 | 8-10-2000 | 8-10-2000 | 8-10-2006 | 8-10-2006 | 14-10-2012 | 14-10-2012 | 14-10-2018 | 14-10-2018 | 13-10-2024 | 13-10-2024 |
| Stemmen / Zetels     | Stemmen / Zetels                             | %          | 19         | %          | 21         | %         | 21        | %         | 21        | %         | 21        | %         | 21        | %          | 21         | %          | 23         | %          | 23         |
| -------------------- | -------------------------------------------- | ---------- | ---------- | ---------- | ---------- | --------- | --------- | --------- | --------- | --------- | --------- | --------- | --------- | ---------- | ---------- | ---------- | ---------- | ---------- | ---------- |
|                      | CVP1 / CD&V2                                 | 27,171     | 5          | 28,611     | 6          | 31,941    | 7         | 37,951    | 9         | 30,791    | 7         | 37,312    | 9         | 33,402     | 8          | 35,02      | 9          | 27,22      | 7          |
|                      | OGB1 / OGB-VLD2 / O13                        | 67,451     | 14         | 50,541     | 13         | 34,131    | 8         | 30,11     | 6         | 28,112    | 7         | 22,513    | 5         | 20,823     | 4          | 25,203     | 6          | 22,43      | 6          |
|                      | SP1 / sp.a2 / sp.a-sociaal&anders3/ Vooruit4 | 5,381      | 0          | 10,271     | 1          | 14,421    | 3         | 18,941    | 4         | 18,971    | 4         | 22,362    | 4         | 16,852     | 3          | 10,23      | 2          | 8,24       | 1          |
|                      | Agalev1 / Groen2                             | -          |            | 9,71       | 1          | 11,891    | 2         | 13,011    | 2         | 13,011    | 2         | -         |           | -          |            | 9,22       | 1          | 6,72       | 1          |
|                      | N-VA                                         | -          |            | -          |            | -         |           | -         |           | -         |           | 2,43      | 0         | 28,93      | 6          | 20,3       | 5          | 12,5       | 3          |
|                      | Vlaams Blok1 / Vlaams Belang2                | -          |            | -          |            | -         |           | -         |           | 9,121     | 1         | 15,382    | 3         | -          |            | -          |            | 19,1       | 5          |
|                      | NOK                                          | -          |            | -          |            | 7,61      | 1         | -         |           | -         |           | -         |           | -          |            | -          |            | -          |            |
|                      | PVDA                                         | -          |            | 0,88       | 0          | -         |           | -         |           | -         |           | -         |           | -          |            | -          |            | -          |            |
|                      | Dorpslijst Olen                              | -          |            | -          |            | -         |           | -         |           | -         |           | -         |           | -          |            | -          |            | 4,0        | 0          |
| Totaal stemmen       | Totaal stemmen                               | 5783       | 5783       | 6583       | 6583       | 7347      | 7347      | 7700      | 7700      | 8202      | 8202      | 8760      | 8760      | 8766       | 8766       | 8554       | 8554       | 6159       | 6159       |
| Opkomst %            | Opkomst %                                    |            |            |            |            | 97,8      | 97,8      | 96,06     | 96,06     | 95,68     | 95,68     | 96,64     | 96,64     | 93,42      | 93,42      | 94,5       | 94,5       | 61,8       | 61,8       |
| Blanco en ongeldig % | Blanco en ongeldig %                         | 3,2        | 3,2        | 4,6        | 4,6        | 5,24      | 5,24      | 5,29      | 5,29      | 4,54      | 4,54      | 5,76      | 5,76      | 6,90       | 6,90       | 6,8        | 6,8        | 0,5        | 0,5        |

De zetels van de gevormde coalitie staan vetjes afgedrukt. De grootste partij is in kleur.

## Bezienswaardigheden

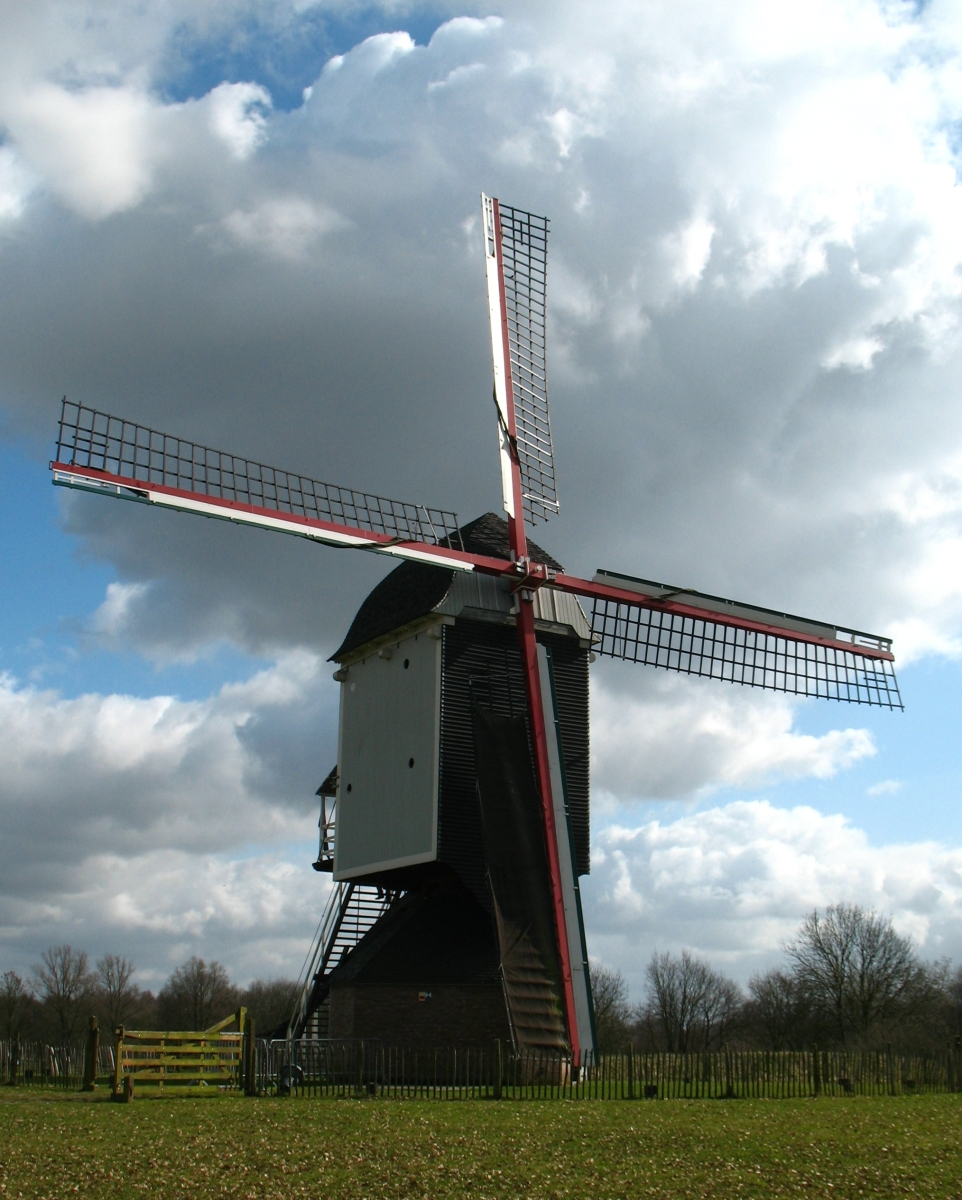
De Buulmolen te Olen

- De Buulmolen: de eerste vermelding van de Buulmolen dateert van 1362. In 1936 moest de molen plaatsruimen voor de aanleg van het Albertkanaal. Hij werd gedemonteerd en opnieuw opgebouwd op het domein van het Antwerpse Noordkasteel. Daar verbleef hij tot 1986. In 2003 kreeg de gerenoveerde windmolen weer zijn plaats in Olen.[9]
- Het standbeeld het Olens Boerke symboliseert de bijnaam van de Olenaars, namelijk "Boerkes".
- Monument Halifax HR839: herdenkingsmonument voor het Engelse vliegtuig Halifax HR839 dat neerstortte in het gehucht Gerheiden.
- Sint-Willibrorduskapel (ook wel Kapel van meren genoemd): de eerste vermelding dateert van 1414. Omzoomd door lindebomen. Sinds 2011 voltrekt de gemeente er op aanvraag ook burgerlijke huwelijken.
- Olense Cité: woonwijk voor de werknemers van het vroegere Union Minière. Deze woonwijk uit de jaren 1923-1930 en 1951-1957, omvat per twee gekoppelde woningen voor het kaderpersoneel (Leemanslaan), meestergasten (Watertorenstraat en Kasteelstraat) en bedienden en arbeiders (Koper-, Radium- en Zandstraat).
- Olen heeft het grootste radiomuseum in België. De verzameling telt ongeveer 2.100 stuks. De verzameling bestaat uit oude radio’s (1920 tot 1930) en ook jongere radio's.
- Het dorpsplein van Olen-Centrum: het dorpsplein werd in 1801 met 60 inheemse linden beplant om zo de uitheemse eik, die door de Fransen als vrijheidsboom was geplant, te vervangen. Het plein is een van de weinige in de Kempen dat zijn karakteristieke vorm en uitzicht tot op heden behouden heeft. Op en langs het plein staan bezienswaardigheden als de pottenfontein, het gemeentehuis, de pastorie, de dorpspomp, standbeeldengroep "De Driekantige Boeren van Olen" en standbeeld "Het Gezin".

Andere bezienswaardigheden:
- Sint-Jozefskerk, P. Janssensplein
- Villa Leemans, Lichtaartseweg 9
- Onze-Lieve-Vrouwekerk, Boekel
- Afspanning Sint-Sebastiaen, Sint-Sebastiaanstraat
- Sint-Martinuskerk, Processieweg
- Monument op het dorpsplein van St.-Jozef-Olen, P. Janssensplein
- Sluizen aan het Albertkanaal
- Biermuseum ’t Stationneke, Stationsstraat
- Monumenten voor oorlogsslachtoffers op de drie kerkhoven

## Natuur
Teunenberg is een 62 ha groot natuurgebied op het terrein van een voormalige militaire basis

## Cultuur

### Volksverhaal
Olen is bekend door de sage van de pot met drie oren.

### Strips
Het Suske en Wiske-verhaal De pottenproever speelt zich af in Olen. De pot met drie oren speelt een belangrijke rol, maar ook onderdelen uit andere volksverhalen over Olen komen voorbij.
In 2014 verscheen er een reeks bierviltjes met cartoons van Olens legendes.

### Evenementen
- Sinds 1993 organiseert Icarus Olense Ballonclub vzw tijdens het voorlaatste weekend van juli een ballonmeeting, waar gedurende 3 dagen een 40-tal warmeluchtballonnen opstijgen. Ze organiseren ook tal van nevenactiviteiten, waarvan de Candle Lighting als grote publiekstrekker. Een aantal luchtballonnen worden dan in het donker opgesteld. Hierbij worden ze verlicht door hun gasbrander en is er begeleiding door aangepaste sfeermuziek. Sinds 2007 wordt het evenement afgesloten met vuurwerk. Sinds 2010 wordt het festival tweejaarlijks, op de even jaartallen, georganiseerd.[11]
- Olen organiseert sinds 2000 het muziekfestival Gladiolen. Het vindt plaats tijdens het pinksterweekend met optredens van groepen uit de Belgische en Nederlandse muziekscene. Onder andere Metal Molly, Gorki, CPEX, De Mens, Discobar Galaxie, Vive La Fête, Sioen, Mint, De La Vega, Les Truttes, X!NK, Buscemi, De Heideroosjes, Stash, Magnus, Black Box Revelation, The Van Jets en A Brand traden al op.[12]
- Sinds 2001 organiseert Jeugdhuis Kapao zijn jaarlijkse Terras Kapao. Dit zijn optredens die doorgaan vlak voor het jeugdhuis in openlucht, met meestal groepen uit de streek die eigen liedjes of covers brengen.
- Jaarlijks zijn er twee bierfeesten. In het voorjaar wordt het georganiseerd door "Het Genootschap Olen vzw" en in het najaar door JF Kendedies.
- Olen werd in 2005 bekroond door Toerisme Provincie Antwerpen (TPA) als "Wandelgemeente van het jaar". Met 15 uitgestippelde wandelingen kunnen de wandelaars kennis maken met alle bezienswaardigheden van de gemeente. Een groep vrijwilligers, de Wandelpeters, staan in voor het onderhoud en de verbeteringen aan de wandelpaden.
- Gedurende het ganse jaar organiseert de vzw Keizer Karel Olen een groot aantal evenementen. Tijdens Olen Zomert is er de jaarlijkse picknick op het dorpsplein, optredens "Daar bij die Molen", het salsafestival "Fiesta Latina", Kleinkunstfestival, de kinder-doe-dag Keizer Kriek, het "Boerkesfeest" en de openluchtfilmavonden "Ciné Leemans". De meeste van deze zomeractiviteiten zijn gratis. Olen Wintert speelt zich voornamelijk af in de spiegeltent die opgesteld staat op het dorpsplein. Fiesta Latina Indoor, Comedy-night, Vlaamse kleinkunst, seniorennamiddag zijn maar een greep uit het aanbod. Tussendoor zijn er nog allerhande voorstellingen in theaterzaal "Het Vierde Oor" of de kerk van Sint-Jozef-Olen.[13]
- Olen-Jaarmarkt heeft al meer dan 200 jaar plaats en dit op de eerste zondag na 11 november of op zondag 11 november.
- De Olense Kartoenale is een internationale cartoonwedstrijd die in 2018 voor de 30ste keer plaatsheeft. Deze internationale cartoonwedstrijd is ontstaan uit het idee om iets te doen met het thema van de Olense pot. Ondertussen heeft deze wedstrijd Olen op de wereldkaart gezet. Jaarlijks komen er cartoons uit alle werelddelen in Olen terecht.

### Streekproducten
- De Pot met drie oren

## Religie en Levensbeschouwing

### Katholicisme

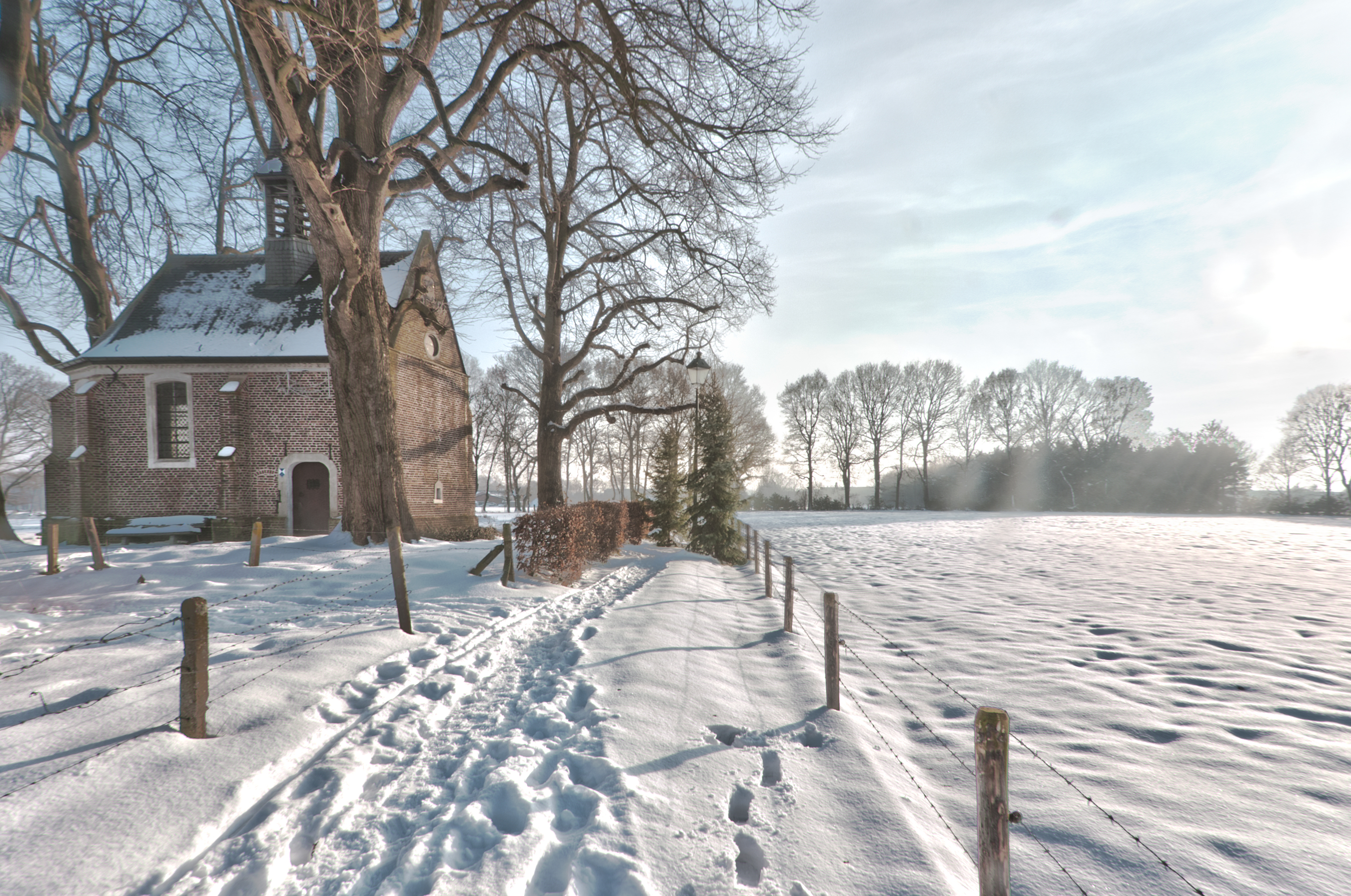
Sint-Willibrorduskapel te Onze-Lieve-Vrouw-Olen

De parochies van de gemeente Olen maken deel uit van de pastorale eenheid Heilige Thomas die op haar beurt deel uitmaakt van het dekenaat Zuiderkempen in het Bisdom Antwerpen. De gemeente omvat 3 parochies: Sint-Martinus-Olen, Onze-Lieve-Vrouw-Olen en Sint-Jozef-Olen.

## Economie
Een belangrijk bedrijf in de Olense economie is Umicore Olen, vestiging van Umicore.
Olen maakt deel uit van het Economisch Netwerk Albertkanaal. De Olense bedrijventerreinen zijn verdeeld over de zones ENA 22 en ENA 23:
- ENA 22 zone 2 (Stadsestraat)
- ENA 22 zone 3 (Hoogbuul - Industrielaan)
- ENA 22 zone 7 (Umicore)
- ENA 23 zone 3 (Lammerdries)

## Bekende inwoners
Bekende personen die geboren of woonachtig zijn of waren in Olen of een andere significante band met de gemeente hebben:
- Louis Janssens (1908-2001), theoloog
- mgr. Jan De Bie (1937), vicaris-generaal van het vicariaat Vlaams-Brabant en Mechelen
- Walter van den Broeck (1941-2024), roman- en toneelschrijver, ereburger van Olen[14]
- Ivan Meylemans (Geel, 1971), dirigent
- Marc Mijlemans (1958-1987), journalist
- Geert Omloop (Herentals, 1974), wielrenner
- Timo Descamps (1986), acteur en zanger

## Vervoer
De gemeente Olen is gelegen langs het Albertkanaal, de autosnelweg E313 en spoorlijn 15 met het station Olen. Vanuit station Olen zijn er rechtstreekse IC treinen naar Antwerpen, Hamont en Hasselt (via Mol), S treinen (enkel op weekdagen) naar Mol en Antwerpen en P-treinen (enkel tijdens de spits) naar Brussel via Mechelen & Lier.
Daarnaast wordt de gemeente ook bediend door meerdere busdiensten van De Lijn waaronder lijn 32B (Herentals- Leuven) die op vrijdag & zondag zeer populair is bij kotstudenten die in Leuven studeren.